# 451
451 (CDLI na numeração romana) foi um ano comum do século V do Calendário Juliano, da Era de Cristo, teve início a uma segunda-feira  e terminou também a uma segunda-feira, a sua letra dominical foi G (52 semanas). Segundo o horóscopo chinês, foi o ano do Coelho.
| Ano completo                         |
| ------------------------------------ |
| Ano comum com início à segunda-feira |

## Eventos
- Átila, rei dos hunos, invade a Gália.
- 8 de outubro a 1 de novembro - Concílio de Calcedónia

## Mortes
- Teodorico I, rei dos visigodos